# Kapus (település)
Kapus, a régi Árpád-kori falu valamikor a mai Mátészalka területén feküdt.
A településről 1303-ból vannak adatok W.Vityi Zoltán kutatásaiból. A falu a Mátéi család leszármazottaié volt.
A Mátéi család ősei a Hontpázmány nemzetségből származtak. Ősi adománybirtokaik közé tartozott Máté falu is és a mellette fekvő Kapus, Ejeg, Gurhó is.
Kapust Mátéról északi irányból lehetett megközelíteni, ami a mai Mátészalkán a Széchenyi utca folytatásába esik.
Máté település és a mellette fekvő Kapus (Kopus) neve az adományozó ős utódainak, II. András király poroszlójának és testvéreinek nevében tűnik fel először 1216-ban: pristaldum fidelem Abram fratrem Hunt de Mathey, 1231-ben: fidelem pristaldum nostrum Abraham filium Felicitani de villa Mathei et Kopus.
Amikor a Mátéi család utolsó férfi tagja, Hunt ispán 1303 júniusában birtokait családtagjaira:
feleségére, nővére utódaira és asszonylányaira hagyta, már két Mathei faluról rendelkezett.
Az egyikben a családnak a Szent Mihály tiszteletére emelt kegyúri temploma állt, és az ősi birtoktesthez tartozott Kapus település is, Ejeg és Gurhó településekkel együtt, valamint a vásárolt Besenyő is: in duabus villis Mathey, Eyeg, Gurhó et Kopus ac in villa Beseneu empticia.
Később e birtokok a leányági utódoké lettek, akiktől 1324 körül Magyar Pál mester szerezte meg, és azokra 1327-ben királyi megerősítést nyert. (W.Vityi, Maksai, Szab.Szatm.71)
A település pontos helye nem ismert.